# Князь Володимир (мультфільм)
"Князь Володимир" - російський повнометражний мультфільм у жанрі історичного фентезі, що вийшов 21 лютого 2006 року. Мультфільм розповідає вигадану версію історії князя Володимира Червоне Сонечко. Фільм знятий студією «Сонячний Дім-ДМ», «Першим каналом» та компанією «Каскад-Фільм» за підтримки Роскомкіно. Його телевізійна прем'єра відбулася 4 листопада 2006 року на Першому каналі.

## Сюжет
Давним-давно, коли на Русі вчили мудрі волхви, жили були три брати Святославича : у Києві правив князь Ярополк, в Древлянських землях - князь Олег, а в Новгороді - князь Володимир . Жили брати в мирі та злагоді до того часу, поки одного разу один з учнів-волхвів не задумав чорні справи. Тієї ночі він охопив спрагу влади, яка штовхнула його вбити свого старого вчителя і отримати його палицю — атрибут сили.
Вмираючи, вчитель «нагороджує» учня прізвиськом Кривжа. Кривжа вступає в змову з печенізьким ханом Курею, який грабує і спалює російські села. День за днем він гнав мимовільним свідком змови, але обіцяє хлопчику-сироті Алекше, і його як незручного свідка беруть у рабство. Володимир зі своїм військом перебуває в заморських землях, і в той же час Ярополк посилає йому звістку про загибель Олега та зраду Кривжі. Кривжа, перетворившись на жахливого чорного ведмедя, вбиває гінця. Втомлений походами, Володимир повертається якраз до святкування Масляної . На святі Кривжа пред'являє йому фальшиву грамоту про союз Ярополка з Курею, яку сам виготовив. Не вірячи спочатку, Володимир нарешті вирішує виступити на Київ.
Алекша, який став рабом, трапляється на очі греку Анастасію, наближеному до двору візантійського імператора. Анастас викуповує його і на шляху до імператорського двору дізнається його історію, а потім хрестить . Дитяча мрія Алекші здійснюється: він потрапляє до Царгорода і там на прохання російських послів грає на жалейці, поданої Володимиром у дар царівні Ганні. Анастасій розповідає імператору про смуту в князівствах, і той, вирішивши, що міцна Русь — єдине, що захищає його імперію від кочівників, наказує вирушати до Володимира. Однак, коли посли пристають до села біля річки, їх човном грабують печеніги, яких привів Кривжа. Алекша знову залишається один із Євангелієм на своєму місці. Князь тим часом на шляху до Києва вирішує переночувати з дружиною неподалік цього села. Олекса випадково зустрічає їх і хоче попередити про віроломство жерця, але Кривжа від імені князя велить прив'язати його в лісі на напад звірам. Однак Оленька, дочка воєводи Добрині, допомагає хлопцеві тікати. Кривжа, сподіваючись його вбити, женеться за ним у вигляді жахливого чорного ведмедя, і Олекса падає в яру.
Вибравшись на берег, знесилений Алекша дістається до хати старого Бояна, який живе в лісі, і засинає там. Вночі до стін Києва підходить Володимир. Починається бій новгородців із киянами, а Володимир із одним із варягів йдуть до Ярополка, де брати схрещують мечі. Ярополк перемагає, після чого намагається порозумітися і вирішити справу світом. Володимир починає сумніватися у зраді брата, але цієї хвилини варяг з подачі Кривжі вбиває Ярополка. Володимир жахається, і він кається у своєму гріху. Тим часом Олекса, одужавши, допомагає Бояну по господарству. Він розповідає Бояну про Ісуса і дізнається від нього про бога Рода, якого Боян шанує так само, як і інших богів.
Пригнічений вбивством і припускаючи, що на Ярополка могли наговорити, Володимир, на пропозицію воєводи, вирішує об'єднати всі племена русичів на шляху до однієї держави. Зібрані волхви і самі племена стоять біля капищ їхніх богів, щоб вони стали свідками об'єднання. Крівжа віддає всю кров жертви ідолу Перуна. Люди виявляють невдоволення, і Володимир переймається ненавистю до волхва, після чого ідол Перуна розколює блискавкою . Тієї ж ночі Кривжа замовляє князя на смерть у лісовому болоті. Наступного ранку Володимир вирушає полювати в ліс. Перевіряючи рибальські сіті, Олекса випадково зустрічає Оленьку і потім сина хана Курі, Гіяра, якого рятує з води. У цей момент з'являються печеніги та починають погоню за хлопчиком. Князь відстає від дружини і, попри очікування Кривжі, вибирається з болота, а потім і з лісу. Тут йому трапляється Алекша, але на них нападає дикий зубр і, захищаючи хлопчика, князь втрачає свідомість. Поки Боян лікує його, хатинку оточують печеніги. Крівжа намагається вбити князя, але йому заважають це зробити Боян та Алекша. Крівжа, знову обернувшись жахливим чорним ведмедем, йде в хату і стикається з Володимиром. Прийшов до тями князь, озброєний факелом, починає мстити жерцю за брехню і віроломство. Потім Володимир викликає Курю на поєдинок та вбиває його. Гіяр не дозволяє війську продовжити бій і наказує відступити. У пориві гніву Кривжа випадково потрапляє палицею в дубове дерево, в якому втілено Рід, і гине від кари божества.
Настає час спокою та кохання. Олекса проводить час із закоханою в нього Оленькою, а візантійська царівна Ганна вірно чекає на князя на весіллі в Царгороді. Під час спільної верхової їзди Володимир запитує Алекшу, чи сподобалася царівні жалейка, і той відповідає ствердно. Після цього вони вирушають назустріч світанку сонця. Боян бажає їм удачі.

## Історичний контекст
Фільм у романтизованій формі розповідає про реальні події на Русі X ст. Хоча у сценарії присутні багато реальних персонажів, таких як Добриня, хан Куря та варяг Олаф Трюггвасон, частина подій змінена чи пропущена. Фільм у значній частині базується на билинному образі князя Володимира та його епохи. Завойовницькі походи Володимира та його дружини у фільмі є, але показані коротко і без подробиць. У фільмі також відсутня перша дружина Володимира, Рогніда, не згадується про завойовницькі походи князя Ярополка, який показаний суто позитивним персонажем. Пропущено усиновлення Володимиром Святополком. Навала печенігів, що фігурують у фільмі як головна ворожа сила, перенесена на більш ранній період.
Мультфільм у значній частині базується на билинному образі князя Володимира та його епохи, ніж реальному. Образ Володимира показаний загалом, позитивним, хоч і більш пасивним, ніж його реальний прототип. Радикальні рішення - повалення брата, поворот до Християнства - кіно-Володимир робить під впливом другорядних, в основному вигаданих персонажів - жерця Кривжі, хлопчика Алекші Образ Добрині, воєводи та старшого наставника князя, ближче до історичного, ніж до билинного.
Важливу роль у фільмі відіграє християнство, яке звертають одного з головних героїв мультфільму, Алекшу (а той, своєю чергою, схиляє до нього інших персонажів). Через це фільм звинувачували у релігійній пропаганді  . Однак і язичництво показано в цілому позитивно: язичницькі боги відмовляються прийняти жертву від лиходія Кривжі, і приходять на допомогу Бояну, що потрапив у біду. Режисер Юрій Кулаков розповів, що хотів показати й позитивний бік язичництва, а саме:
|  | ...ті початки, які потім допоможуть росіянам стати християнами. Поганське світовідчуття у своїх найкращих проявах бачило Бога скрізь: і в небі, і в камені, і в дереві…» |

Боги, чаклунство та перетворення, у фільмі активно діють та співіснують з історичними подіями та персонажами, підкреслюючи билинний характер оповідання.

## Мультиплікаційна група

### Озвучування
- Сергій Безруков - Володимир Святославич, князь новгородський, потім великий князь київський
- Олександр Баринов - Кривжа, жрець Перуна
- Лев Дуров - дід Боян, лісник і ведун
- Володимир Гостюхін - Варяг, союзник Володимира
- Дмитро Назаров — Добриня, воєвода
- Ігор Ясулович - волхв, вчитель Кривжі
- Анатолій Білий - Ярополк Святославич, великий князь київський
- Юрій Беркун - Куря, печенізький хан
- Томас Шлеккер — Олекса, друг Оленьки, живий свідок змови Кривжі та Курі
- Еліза Мартіросова - Оленька, дочка воєводи Добрині
- Микола Расторгуєв-молодший - Гіяр, син Курі
- Олексій Колган - Коснятин і Хотен, сини-близнюки Бояна
- Олександр Пінегін - дідусь Алекші
- Володимир Антонік - Василь II, візантійський імператор, старший брат Анни
- Ірина Безрукова - царівна Ганна, наречена Володимира
- Анна Каменкова — княгиня Ольга, бабуся Ярополка та Володимира
- Василь Дахненко - Анастасій, радник імператора
- Олександр Рижков - радник Курі
- Володимир Вихров - оповідач (немає в титрах)

### Творці мультфільму
- Виробництво: Студія "Сонячний Дім-ДМ".
- Автор ідеї: Андрій Добрунов.
- Автори сценарію: Андрій Добрунов, Юрій Кулаков, Юрій Батанін (за участю Олексія Катуніна).
- Режисер-постановник: Юрій Кулаков.
- Режисер: Юрій Батанін.
- Редактор: Олексій Катунін.
- Художник-постановник за типажами: Андрій Рябовичев.
- Художник-постановник з фонів: Григорій Лозинський.
- Художники: Віктор Чугуєвський, Ігор Олейников.
- Розробка епізодів: Юрій Кулаков, Юрій Батанін, Юрій Бутирін.
- Розкадровка: Юрій Кулаков, Юрій Батанін, Олексій Штихін, Дмитро Новосьолов, Віктор Чугуєвський, Ігор Олейников, Сергій Глаголєв.
- Монтаж: Сергій Мінакін.
- Двомірна графіка і спецефекти: Андрій Смирнов, Іван Вербицький, Денис Цибулькін, Ігор Самородов.
- Тривимірна графіка: Сергій Луценко, Сергій Мінакін.
- Асистенти режисера: Олена Гагаріна, Борис Садовников.
- Асистенти художника-постановника: Аркадій Петров, Руслан Толстобров.
- Художник-колорист: Наталія Добрунова
- Асистент-планувальник: Тетяна Добрунова.
- Кольорові моделі: Наталія Добрунова, Юлія Грувман, Андрій Смирнов.
- Кольорова обробка фонів: Григорій Лозинський, Ігор Олейніков, Олена Донська, Марія Лозинська, Анна Андросова, Віктор Логінов, Людмила Воробйова.
- Художники-компонувальники: Андрій Рябовичев, Вікторія Колегаєва, Віктор Чугуєвський, Ігор Олейников, Юрій Батанін, Марина Лєскова.
- Художники по персонажах: Андрій Добрунов, Юрій Батанін, Віктор Чугуєвський, Вікторія Колегаєва.
- Художники-розробники по фонах: Андрій Добрунов, Юрій Пронін, Ігор Олейников, Наталя Крижанівська, Олена Даніліна.
- Провідні аніматори: Дмитро Новосьолов, Андрій Паригін.
- Аніматори: Юрій Бутирін, Юрій Кулаков, Максим Ушаков, Сергій Глаголєв, Євген Іванов, Ксенія Корнєєва, Рафік Аймалетдінов, Юрій Батанін, Михайло Тарасов, Олександр Мазаєв, Олексій Штихін, Валерій Жирнов, Андрій Плугар, В'ячеслав Каюков, Олексій Миронов, Володимир Захаров, Олеся Крепс, Тетяна Підгорська, Микола Козлов, Олег Сафронов, Кирило Полікарпов, Наталя Мальгіна, Тетяна Плотнікова, Марина Тябут, Василь Шевченко, Олександр Мельник, Борис Тузанович, Денис Журавльов.
- Зйомка лайн-тест: Марія Єрохіна, Дмитро Скрипкін, Михайло Тарасов, Лев Кулаков, Ія Закаліна, Дар'я Кондорєва.
- Заливка сцен: Юрія Грувман, Світлана Алексашина, Сергій Мінакін, Андрій Смирнов, Олександра Євсєєва, Лев Кулаков, Ніколь Єрикалова, Олександр Гріга, Наталя Добрунова, Дар'я Галашина.
- Сканування сцен: Олександр Грига, Андрій Смирнов, Сергій Мінакін, Олександрія Алексашина, Юлія Грувман, Марія Єрохіна.
- Художники-зробники сцен: Анастасія Мелехіна, Ніна Підлісних, Рафік Аймалетдінов, Ірина Агурєєва.
- Графічні роботи по фонах: Руслан Толстобров, Анна Андросова, Олексій Воронцов, Олена Федотова, Ірина Ковтун, Ірина Соловйова, Ганна Шабаліна, Камілла Чилінгарова, Віктор Логінов.
- Художники-фонографувальники: Олена Даніліна, Олена Донська, Ірина Собяніна, Людмила Лобанова, Ігор Олейніков, Ірина Капралова, Віра Владимирова, Гелій Аркад'єв, Наталя Крижанівська, Олена Прокопсня, Марія Лозинська.
- Провідний промальовувач: Аркадій Петров.
- Художники-промальовувачі: Марина Вахрушина, Павло Нікітаєв, Тетяна Титова, Вікторія Колегаєва, Анастасія Мєлєхіна, Ганна Шацкова, Ірина Борисова, Марія Пруднікова, Ольга Мастеркова, Анатолій Цибін, Віталій Шубін, Денис Шомін, Маріанна Високосова, Катерина Гнітер, Сергій Холчев, Олександра Долгушина, Марина Лимар, Зоя Соколова, Марина Лєскова, Артур Толстобров, Микола Козлов, Ніна Андронова, Роман Пєшков, Ірина Капралова, Алла Бєляєва, Людмила Компанієць, Лєра Бєлова, Марія Кузнєцова, Борис Садовніков, Олексій Воронцов, Олена Морозова, Валерій Коваль, Інна Іванчева, Ірина Агурєєва, Тетяна Чудіна.
- Художники чорнової фазовки: Віктор Магазинер, Тетяна Прохорова, Марія Полікашина, Ірина Комедчикова, Борис Садовніков, Андрій Морьок.
- Художники чистової фазовки: Тетяна Прохорова, Лада Андрєєва, Наташа Беслик, Алла Бєляєва, Ігор Єремєєв, Сергій Богомолов, Олександр Брежнєв, Наталя Володіна, Наталя Андронова, Ірина Агурєєва, Надія Алфьорєва, Олексій Воронцов, Олена Вороніна, Ангеліна Гурова, Натакан Гібабова, Сабір Джандаров, Олена Дорожкіна, Олена Кулешова, Зоя Кожевнікова, Ольга Кацуба, Юля Котова, Марна Лимар, Ераст Меладзе, Наталя Матишенко, Людмила Остругова, Ніна Підлісних, Лариса Разгуляєва, Зоя Соколова, Ірина Сьорьогіна, Катерина Смирнова, Володимир Спорихін, Борис Тузанович, Ірина Терехова, Руслан Толстобров, Анатолій Цибін, Нонна Чулкова, Олександра Чумакова, Діна Хуслінова.
- Скульптор: Михайло Чавушьян.
- Над фільмом працювали: Альберт Швець, Катерина Шабанова, Марія Шабанова, Володимир Суриков, Ренат Суриков, Ренат Ібрагімов, Олександр Ченомашенцев, Олексій Федорович, Катерина Волкова, Микола Плюскін, Володимир Улітін.
- Літературна обробка: Геннадій Постолдки.
- Директор картини: Володимир Таубкін.
- Директор виробництва: Наталія Лугова.
- Адміністративна група: Олена Васіна, Ігор Деркач, Борис Матвєєв.
- Звукоінженери: Микола Орса, Валерій Черкесов.
- Звук: Студія "Піфагор".
- Режисер озвучення: Ярослава Турилєва.
- Звукорежисери: Павло Ємельянов, Леонід Драгилєв.
- Звукооператор перезапису: Дмитро Батижев.
- Асистент режисера: Аріна Одноробова.
- Синхронний текст: Катерина Барто.
- Синхронні шуми: Алла Мейчик, Тимофій Вольський.
- Цифровий переклад зображення: "Digital Film Finland Oy" Петрі Снітонен.
- Кольорокорекція і переклад на плівку: Міка Конгас, Томі Іісмінен.
- Друк негативу: "Finnlab Oy" Карі Маніс.

## Історія створення
Ідея створення мультфільму про князя Володимира виникла у розробників ще 1997 року, проте робота над фільмом почалася лише 1998 року  . Спочатку Андрій Добрунов та Геннадій Постолаки мали намір зняти серію короткометражних мультиплікаційних фільмів, що розповідають про історію хрещення Європи  . Але через розбіжності різних християнських спільнот від цієї ідеї довелося відмовитися  . Тому Андрій Добрунов вирішив зробити мультфільм, який розповідав би про історію та культуру Русі X століття, про її хрещення, а також про самого правителя - князя Володимира  .
Після того, як мультсеріал вирішили зробити мультфільмом, творці вирішили розділити фільм навпіл. Перша частина мультфільму мала розповісти про те, як у засніженому місті — Новгороді, проводжають зиму, і зустрічають весну масляною . Багато народу... За великим та багатим столом сидить молодий князь Володимир, в оточенні воєвод, волхвів, вождів племен та візантійських купців. І тут він чує від греків про їхню прекрасну царицю Ганну, після чого образ красуні поселяється в його серці, і він закохується в неї. Всі співали, гуляли, водили хороводи, та й веселилися. Поки одного разу до нього не приходить жерець Перуна, Кривжа, якому вдається направити його проти його брата, Ярополка. Нарешті, Володимир, за підбурюванням Кривжі, вбиває свого брата, перемігши його у війні за верховну владу над Руссю. Однак молодий князь навіть і не здогадується про таємну змову Кривжі з печенізьким ханом, Курею. Незабаром князь Володимир вирішує вирушити на полювання, де його смертельно ранить тур. Князя випадково знаходить хлопчик, Алекша, який разом із самітником Бояном, рятує його від смерті. Пізніше, коли князь одужав, дід дає йому чудовий меч, з яким він іде битися проти ворогів. А друга серія мала розповісти про те, як Олекса став свідком змови Кривжі з ханом Курею. Згодом хлопчик дає зрозуміти князеві, що Кривжа зрадник. І дізнавшись про це, жрець зникає з палат князя, але встигає отруїти його, і той сліпне. Повний думок і сумнівів, князь вирушає на зустріч із Візантійською царицею Ганною, завдяки якій сила любові зцілює хворого князя від недуги. А тим часом, дізнавшись від Кривжі, що князь залишив Київ, Куря йде війною на Русь. Але зненацька з'являється Володимир зі своєю дружиною, і перемагає його, і печенігів. Трохи пізніше, Кривжа своїм темним чаклунством намагається вбити князя. Але сила, що він викликає, вбиває його самого. Незабаром Володимир вирішує прийняти християнство і хрестити Русь, тим самим об'єднавши всі слов'янські племена в єдину і сильну державу. І нарешті настає світ у країні, а на весілля князя Володимира та царівни Анни з'їжджаються звідусіль гості  .
Ідея створення мультфільму присвячується академіку Дмитру Ліхачову, а підтримали президент академії РАН Юрій Осипов, патріарх Олексій II, протоієрей Артемій Володимиров, режисер і мультиплікатор Федір Хітрук  та актор театру та кіно - Василь Лановий  . Фільм був також забезпечений державною підтримкою Федерального агентства з культури та кінематографії РФ .
16 грудня 1998 року мультфільм був благословенний патріархом Московським і всієї Русі Алексієм II. А 18 лютого 1999 року проект отримав підтримку виробництва мультфільму з боку академіка Лихачова. В інтерв'ю Олександри Брюсової Андрій Добрунов згадував слова академіка Лихачова  : «Головне, що ви взялися до цієї теми. Цим ви вже нажили собі купу ворогів, тому йдіть вперед відважно, бадьоро і не обертайтеся. А те, що ви на догоду сценарію трохи щось змінюватимете, в цьому немає нічого страшного». У листопаді того ж року розпочато роботу над мультфільмом.
4 квітня 2000 року було підписано розпорядження президента Росії, Володимира Путіна, № 105-рп, про включення мультфільму до програми з підготовки до святкування двохтисячоліття християнства та зустрічі третього тисячоліття  . А 7 квітня того ж року у Російському фонді культури відбулася презентація, в ході якої було повідомлено про завершення роботи над образами персонажів та фоновими замальовками мультфільму, про те, що Видавнича рада Російської православної церкви уважно стежить за дотриманням історичної правди, про те, що мультфільм був включений до плану державної програми Росії зі святкування двохтисячоліття християнства та зустрічі третього тисячоліття, а також про те, що робота над проектом була благословлена патріархом Алексієм II і протоієреєм Артемієм Володимировим  . Через кілька днів після презентації, 21 квітня, мультфільму було видано посвідчення національного фільму  . А в грудні того ж року проект отримав підтримку та схвалення першого заступника міністра освіти Кисельова Олександра Федотовича . Через рік у жовтні фільм отримав схвалення та підтримку від президента РАН, академіка Осипова Юрія Сергійовича .
18 травня 2002 року було оголошено, що генеральним продюсером фільму буде Мащенко Микола Віталійович, продюсером фільму буде М'янко Віктор Іванович, співпродюсером Краєв Ігор Євгенович, а авторами сценарію фільму — Андрій Добрунов та Геннадій Постолаки. Також було оголошено, що композитором, який напише пісні для фільму, став Микола Носков  . Проте, 10 вересня цього року стало відомо, що свою руку до написання музики для мультфільму додасть і композитор Шандор Калош  . Але він напише лише музичні теми для фільму  . Багато російських мультиплікаторів, які проживають і працюють в інших країнах, перервали свої роботи за кордоном і прилетіли до Росії, щоб взяти участь у роботі над створенням фільму  .
У тому ж році на Каннському Міжнародному фестивалі анімаційних фільмів в Ансі фільм був названий одним із дванадцяти найочікуваніших майбутніх анімаційних мультфільмів світу  . Пілотний ролик мультфільму був запрошений на фестиваль, що проходив з 2 по 9 червня того ж року  .
30 січня 2003 року творцями мультфільму було ухвалено рішення про поділ проекту мультфільму «Князь Володимир» на дві частини. Перша частина - "Князь Володимир I" ("Вибір"), і друга частина - "Князь Володимир II" ("Подвиг"), тривалість кожної частини повинна була бути по 78 хвилин. Також 24 січня було підписано договір про співпрацю між студією «Сонячний Дім-ДМ», кінокомпанією «Парадіз» та кінокомпанією «Централ ПартнерШип»  . 3 грудня того ж року стало відомо, що випуск мультфільму було призначено на кінець осені 2004 року. Також стало відомо, що випуском ліцензійної продукції з використанням бренду мультфільму займеться компанія "Метробелл", міжнародною дистрибуцією фільму: "Грінлайт Медіа" та "Імідж-Консалтинг", витратами на проведення заходів та реклами фільму - " Сбербанк РФ ", та інформаційною підтримкою мультфільму. - " МТУ-Інтел "  .
15 травня 2004 року на Каннському кіноринку у Франції відбулася світова прем'єра першої частини мультфільму  . Наприкінці того ж року, після повідомлення про майбутню прем'єру фільму, спалахнув скандал через очевидні асоціації назви фільму з ім'ям одного з тодішніх кандидатів у президенти — Володимира Володимировича Путіна. Творців мультфільму звинуватили у дотриманні кон'юнктури, а фільм став розцінюватися як політичний піар та пропаганда. Наслідком подібного сприйняття фільму громадськістю стало перенесення релізу на пізніший час  .
Наступного року стало відомо, що назви серій дилогії "Князь Володимир" знову було змінено. Перша частина серії мультфільмів мала вийти під назвою «Князь Володимир. Вибір», а друга частина, яка мала вийти в середині 2008 року, — «Князь Володимир. Подвиг»  . Однак пізніше назва першої частини мультфільму була змінена просто на «Князь Володимир».
3 лютого 2006 відбулася друга презентація (вона ж кінопрем'єра) для ЗМІ готового мультфільму в московському кінотеатрі «Атріум» , а 7 лютого в Москві пройшов показ мультфільму для журналістів  . Трохи пізніше, 21 лютого, відбулася прем'єра фільму — «Князь Володимир», у московському кіноконцертному комплексі « Жовтень » , де з наступного дня мультфільм став доступним у всіх кінотеатрах країни. Також розглядався варіант про те, щоб зробити прем'єру мультфільму в Греції, місті Афіни, на острові Корфу . Планувалося випустити мультфільм також у Сербії, у її столиці Белграді, й у Болгарії, місті Софії, оскільки у цих країнах більшість людей дотримується християнства. Мультфільмом також була зацікавлена американська компанія Buena Vista International, яка була на той момент партнером російської компанії Каскад-фільм  та кінокомпанії Парадиз.
Тривалість мультфільму "Князь Володимир" склала 77 хвилин  . Група компаній «Парадіз», компанія «Каскад-Фільм», « Перший канал » та студія «Сонячний Дім-ДМ» представляють мультфільм Юрія Кулакова, а виробництво та розробка мультфільму були виконані студією «Сонячний Дім-ДМ»[⇨] . Над фільмом працювало близько ста двадцяти мультиплікаторів  . Компанія, яка займалася продюсуванням мультфільму, стала продюсерською компанією «КОНТАКТ». Генеральним продюсером став Степан Поженян. Продюсерами стали: Геворг Нерсісян, Андрій Добрунов, Тетяна Шахгельдян та Володимир Таубкін. Продюсером саундтреку до мультфільму став Сергій Старостін . Режисером-постановником став Юрій Кулаков . Також авторами сценарію стали: Андрій Добрунов, Юрій Кулаков та Юрій Батанін (за участю Олексія Катуніна)  . Бюджет мультфільму склав понад п'ять мільйонів доларів  . За поширення мультфільму відповідала компанія «Каскад-Фільм» ( кінодистриб'юторство ). Рекламою мультфільму займалися « Перший канал », « Російське радіо », телекомунікаційна компанія « Стрім » та ІТ -компанія « Яндекс ». Витрати за проведення заходів мультфільму взяв банк " ТрансКредитБанк ". Мультфільм був знятий за державної підтримки Федерального агентства з культури та кінематографії РФ  . Також цього ж року було випущено музику[⇨], ігри[⇨] і книги[⇨] до мультфільму. А 29 грудня цього ж року на VIII Міжнародному кінофестивалі « Казка » у Москві відбулася номінація на нагородження цього мультфільму, в ході якої цей фільм здобув перемогу за художнє втілення історичної теми на екрані[⇨] . Пізніше, в 2007 році, мультфільм був також номінований на церемонію нагородження " MTV-Росія " - " Кінонагорода MTV Russia за кращий анімаційний фільм ". Однак перемоги цей мультфільм не здобув[⇨] .

## Художні особливості
Мультфільм розроблявся на основі класичної мальованої мультиплікації 1960-х і 1970-х років і нової, комп'ютерної анімації, тільки для дрібних фрагментів фільму та спецефектів  . Мультфільм переживав технічні та замальовкові зміни під час роботи над ним. Оскільки фільм розроблявся з 1999 року, з урахуванням колишніх звичаїв мультиплікаційної роботи часів СРСР та змін, у ході появи нових технологій. Після початку роботи над мультфільмом змін піддавалися як персонажі, так і сам фільм загалом  .

## Відгуки та оцінки
Реакція критиків була відносно позитивною, але неоднозначною. Кінокритики оцінили мультфільм загалом середньо: позитивних відгуків заслужила технічна складова картини та робота художників, негативні — робота сценаристів. Кінокритики високо оцінили мистецтво мультфільму та анімації, але критикували його за «скривлений» показ історії та передбачувану релігійну пропаганду на користь Російської Православної Церкви  .

## Прокат
«Князь Володимир» зібрав у прокаті 5 400 000 доларів і став одним із найкасовіших російських мультфільмів усіх часів, серед вітчизняних мультфільмів, і був третім найкасовішим мультфільмом у Росії після «Мадагаскар» та «Змивайся!» на 2006. За касовими зборами цей мультфільм став значно успішнішим, ніж мультфільми студії «Млин» того ж періоду  , проте збори лише ненабагато перевершили бюджет.

## Номінації та нагородження
| Дата                   | Назва                                                          | Номінація | Країна         |
| ---------------------- | -------------------------------------------------------------- | --- | -------------- |
| 9 червня 2002 року     | « Міжнародний фестиваль анімаційних фільмів в Ансі».           | Номінація нагороджень « Міжнародний фестиваль анімаційних фільмів в Ансі » . | Франція        |
| 29 грудня 2006 року    | «VIII Міжнародний кінофестиваль „ Казка ”».                    | Гран-прі на VIII Міжнародному кінофестивалі «Казка» у Москві. Автори фільму Юрій Кулаков та Юрій Батанін удостоєні цієї нагороди за «художнє втілення історичної теми на екрані» . | Росія          |
| 19 квітня 2007 року    | « Кінонагорода MTV Russia за найкращий анімаційний фільм ».    | Номінація кінонагород « MTV-Росія » на «Кращий анімаційний фільм» . | Росія          |
| 21-25 травня 2008 року | « Сеульський міжнародний фестиваль мультфільмів та анімації ». | Номінація на гран-прі Сеульського міжнародного фестивалю мультфільмів та анімації (SICAF 2008) як «Найкращий художній фільм»                                                       | Південна Корея |

## Музика
"Князь Володимир" - саундтрек на мультфільм "Князь Володимир", що вийшов у 2006 році.
Виконавцями пісень для альбому стали: Олена Третьякова, Інна Желанная, гурт «Любе», Наталія Княжинська та Ольга Журавльова. Виконанням музики для пісень, а також їх аранжуванням займалися: гурт «Вір-вір», Сергій Старостін, Ігор Журавльов, Сергій Калачов (за участю Кайгал-Оола Ховалиг, Андрія Моїгуш, Олексія Сариглар, Олексія Мехнєцова, Аркадія Курашова, Бориса Єфремова, Андрія Сеніна, Ігоря Джавад-Заде, Єржана Алімбетова, Сергія Клевенського, Володимира Жарка, Інни Желанної. Фольклорного гурту «Веретенце» під керівництвом Олени Краснопєвцевої. Ансамбль козаків під керівництвом Володимира Скунцева. Ансамблю давньоруської музики «Сирін» під керівництвом Андрія Котова. Фольклорного гурту «Народне свято». Камерний ансамбль «Каприз» під керівництвом Антона Брежестовського). Звукорежисерами запису та відомості музики стали Микола Орса та Дмитро Батижев. Продюсером альбому став Сергій Старостін. Запис музики та пісень відбувався в «Студії Володимира Осинського»  .

## Ігри

### Настільні
"Князь Володимир. Масляна» - настільна гра, що вийшла 2006 року виробником збірних моделей та настільних ігор « Зірка ». Автор: Олеся Ємельянова . ISBN 8649 (Помил. ) </link>.
Суть гри полягає у наступному. Гравці біжать за санями князя і змінюються з людьми, що стоять у натовпі, і швидше за інших повинні отримувати 3 однакових гостинці (наприклад, 3 пряники або 3 гребінці). Крім звичайних подарунків, гравцям можуть потрапити несподівані подарунки (наприклад, скоморох і пташки-невеликі, або кіт у мішку, що відлітають прямо з його рук). Також не відомо, де вдасться вгадати, а де ні. І лише один гравець зможе наздогнати князя і пред'явити йому 3 однакові картки. Тільки після цього, гравець, який пред'явив картки, стане переможцем і гра закінчиться  .
«Князь Володимир» — настільна гра, що вийшла 2006 року виробником збірних моделей та настільних ігор «Зірка». Автор: Олеся Ємельянова  . ISBN 8650 (Помил. ) .

### Комп'ютерні

Знімок фрагменту комп'ютерної гри «Князь Володимир»

"Князь Володимир" - комп'ютерна гра - аркада в жанрі екшн для ПК, що вийшла 5 травня 2006 комп'ютерною компанією " 1С " на однойменний фільм "Князь Володимир", і розроблена студією комп'ютерних ігор, "PIPE Studio"   . Анонс гри відбувся 24 березня 2006  . Гра укомплектована в два компакт-диски, запаковані в дабл-кейс  . Вікове обмеження до гри становить: 12+  .
Під час гри користувач потрапляє у світ казкової Стародавньої Русі, в якій він повинен буде разом з персонажами мультфільму грати в сніжки під час святкування масляної, битися з печенігами, а також повинен битися в поєдинках із чорними силами Кривжі.
Системні та технічні вимоги гри до ПК  :
| Компонент            | Мінімальні вимоги                                              | Рекомендовані вимоги                                           |
| Операційна система   | Windows 95, Windows 98, Windows ME, Windows 2000 та Windows XP | Windows 95, Windows 98, Windows ME, Windows 2000 та Windows XP |
| центральний процесор | 500 МГц ( Intel Pentium III )                                  | 900 МГц (Intel Pentium III)                                    |
| Оперативна пам'ять   | 64 Мб                                                          | 128 Мб                                                         |
| Відеокарта           | DirectX 8.0a-сумісна                                           | DirectX 8.0a-сумісна                                           |
| Жорсткий диск        | 1.7 Гб вільного місця                                          | 1.7 Гб вільного місця                                          |
| Звукова карта        | DirectX 8.0a-сумісна                                           | DirectX 8.0a-сумісна                                           |
| Інформаційний носій  | CD-ROM 8х з можливістю читання дисків ємністю 700 Мб           | CD-ROM 8х з можливістю читання дисків ємністю 700 Мб           |
| Дисплей              | 800 x 600 при глибині кольору 16 біт                           | 800 x 600 при глибині кольору 16 біт                           |

## Книги
"Князь Володимир" - книга, що вийшла 2006 року видавництвом "Каскад" на фільм з однойменною назвою "Князь Володимир". Автором книги став Ігор Брусенцев. Кількість сторінок становила 176. Номер книги: ISBN 5-479-00425-5 .
У цьому ж році видавництво «Стрекоза-Прес» випустило іншу книгу з тією самою назвою. Автором книги стали Ігор Брусенцев та Леонід Яхнін. Кількість сторінок становила 64. Номер книги: ISBN 5-479-00426-3 .